# McLaren MP4-17
El McLaren MP4-17 fue un monoplaza de Fórmula 1 con el que el equipo de McLaren compitió en las temporadas 2002 y 2003. Fue conducido por David Coulthard y Kimi Räikkönen en ambas temporadas.

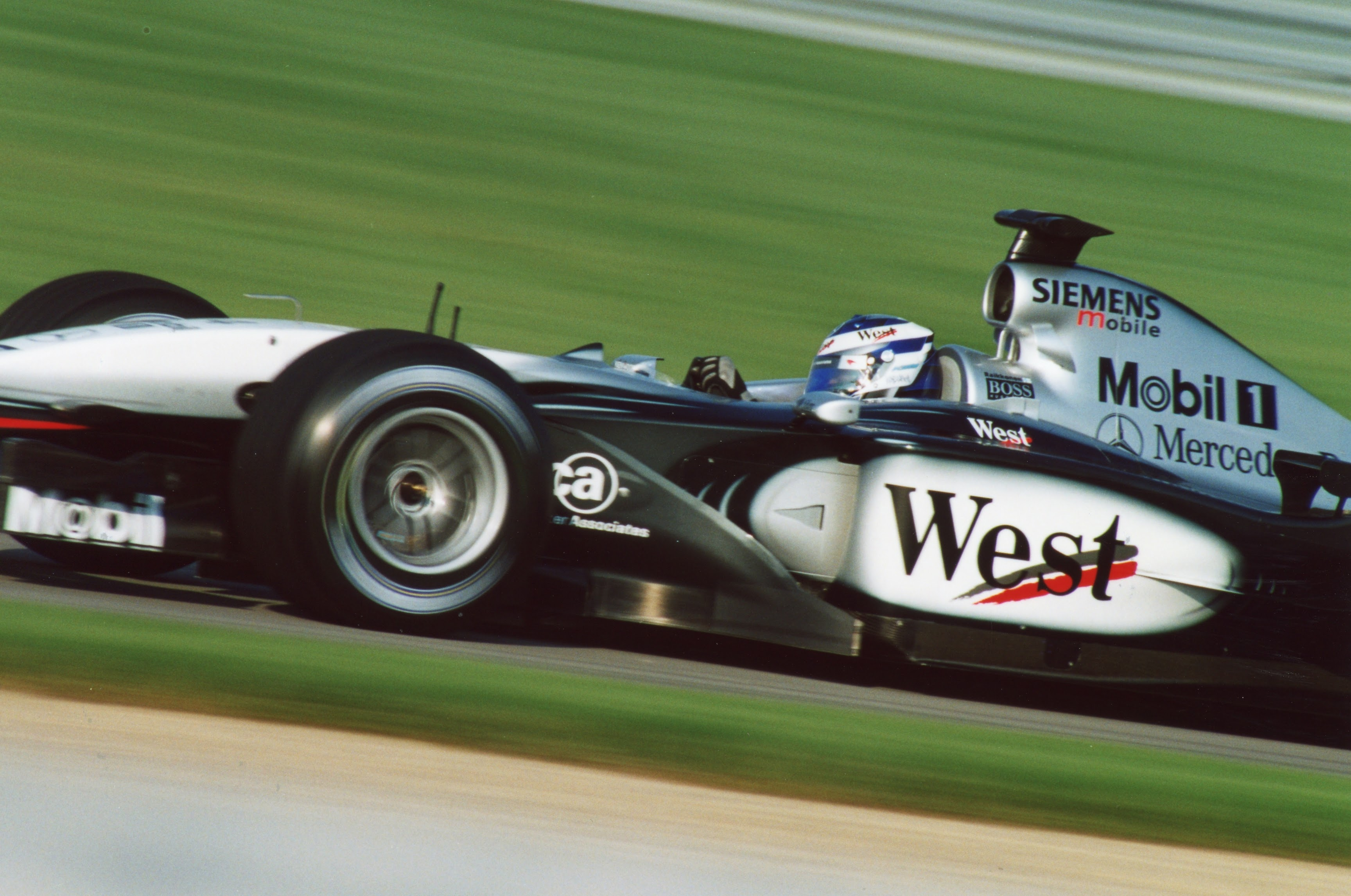
Räikkönen conduciendo el MP4-17.

El equipo no tuvo el rendimiento esperado en 2002, en una temporada dominada por Ferrari, y debido a la falta de fiabilidad del coche; finalmente terminaron terceros en el Campeonato de Constructores con 65 puntos y una victoria de la mano de Coulthard en Mónaco.
Utilizando una versión de desarrollo del automóvil, el MP4-17D, la temporada 2003 comenzó de manera muy prometedora con victorias en los primeros dos grandes premios del año, una para el británico y otra para el finlandés. Sin embargo, los equipos rivales pronto se pusieron al corriente ya que McLaren fue desviado por el desarrollo del McLaren MP4-18, un nuevo diseño radical, que debido a problemas de fiabilidad, nunca corrió en cólera. Como resultado, el equipo gradualmente cayó un poco más atrás a medida que avanzaba la temporada, permitiendo que los rivales, desarrollando sus autos de manera más eficiente, se pongan al día. Sin embargo, a pesar de este revés, Räikkönen terminó consistentemente en los puntos y desafió a Michael Schumacher por el campeonato hasta la última carrera, perdiendo finalmente el título por solo 2 puntos. El equipo nuevamente terminó tercero en el Campeonato de Constructores y tiene 142 puntos, solo dos puntos detrás de Williams.

## Resultados
(Clave) (negrita indica pole position) (cursiva indica vuelta rápida)

| Año  | Motor                                           | Neu. | N.º | Pilotos         | 1   | 2   | 3   | 4   | 5   | 6   | 7   | 8   | 9   | 10  | 11  | 12  | 13  | 14  | 15  | 16  | 17  | Puntos | Pos. |
| ---- | ----------------------------------------------- | ---- | --- | --------------- | --- | --- | --- | --- | --- | --- | --- | --- | --- | --- | --- | --- | --- | --- | --- | --- | --- | ------ | ---- |
| 2002 | Mercedes FO110M 3.0 V10                         | M    |     |                 | AUS | MYS | BRA | SMR | ESP | AUT | MON | CAN | EUR | GBR | FRA | GER | HUN | BEL | ITA | USA | JPN | 65     | 3º   |
| 2002 | Mercedes FO110M 3.0 V10                         | M    | 3   | David Coulthard | Ret | Ret | 3   | 6   | 3   | 6   | 1   | 2   | Ret | 10  | 3   | 5   | 5   | 4   | 7   | 3   | Ret | 65     | 3º   |
| 2002 | Mercedes FO110M 3.0 V10                         | M    | 4   | Kimi Räikkönen  | 3   | Ret | 12  | Ret | Ret | Ret | Ret | 4   | 3   | Ret | 2   | Ret | 4   | Ret | Ret | Ret | 3   | 65     | 3º   |
| 2003 | Mercedes FO110M 3.0 V10 Mercedes FO110P 3.0 V10 | M    |     |                 | AUS | MYS | BRA | SMR | ESP | AUT | MON | CAN | EUR | FRA | GBR | GER | HUN | ITA | USA | JPN |     | 142    | 3º   |
| 2003 | Mercedes FO110M 3.0 V10 Mercedes FO110P 3.0 V10 | M    | 5   | David Coulthard | 1   | Ret | 4   | 5   | Ret | 5   | 7   | Ret | 15  | 5   | 5   | 2   | 5   | Ret | Ret | 3   |     | 142    | 3º   |
| 2003 | Mercedes FO110M 3.0 V10 Mercedes FO110P 3.0 V10 | M    | 6   | Kimi Räikkönen  | 3   | 1   | 2   | 2   | Ret | 2   | 2   | 6   | Ret | 4   | 3   | Ret | 2   | 4   | 2   | 2   |     | 142    | 3º   |

- [1][2]